# Cantone di Martigues-Est
Il Cantone di Martigues-Est era una divisione amministrativa dell'Arrondissement di Istres.
A seguito della riforma approvata con decreto del 18 febbraio 2014, che ha avuto attuazione dopo le elezioni dipartimentali del 2015, è stato soppresso.

## Composizione
Comprendeva la parte orientale della città di Martigues.